# Hsihseng
Hsihseng är en kommun i Myanmar.   Den ligger i regionen Shanstaten, i den centrala delen av landet, 130 km öster om huvudstaden Naypyidaw. Antalet invånare är 139 167.